# Le Scientifique
Le Scientifique est une base de données multidisciplinaire de publications scientifiques et d'actualités socioprofessionnelles lancée par le Centre de recherche intégrée et scientifique d'Haïti (CRISH) en 2017. Le Scientifique est légalement enregistré comme plateforme médiatique auprès du Ministère du Commerce et de l'Industrie (MCI) en Haïti au numéro de folio 389 et au numéro de registre 151. 

## Contenu
Le Scientifique héberge environ dix 10 journaux scientifiques d'Haïti (y compris des titres en open access), et intègre chaque année près des centaines de nouvelles références : articles scientifiques, publications, mémoires de licence, mémoires de maîtrise, thèses de doctorat, actes de conférence,.
Autres que les périodiques publiés, Le Scientifique publie chaque année le classement des meilleures universités haïtiennes légalement reconnues par le Ministère de l'Éducation nationale et de la Formation professionnelle (MENFP) de concert avec la DESRS,,,,. C'est l'unique palmarès des universités haïtiennes depuis 2020.
Aussi, Le Scientifique publie depuis 2024 le palmarès de 40 personnalités haïtiennes les plus performantes tenant compte des exploits réalisés par les Haïtiens en Haïti et à l'échelle internationale,. 